# 耶律速撒
耶律速撒（?—?），字阿敏。辽国軍人。契丹人。
应历初年，为侍从，累進突呂不部節度使。历任霸州、济州（義州）、祥州、順州、聖州都总管，之后为敦睦宮太師。保寧三年（971年），转任九部都詳稳。保寧四年（972年），討党項立功。保寧七年（975年）二月、再討党項。乾亨元年（979年）三月，別部化哥降辽。乾亨四年（982年）十二月，討阻卜。統和元年（983年），睿智太后萧绰称制，太后信任他，让他镇守西方边境。討阻卜、党項，敵烈部归降。統和二年（984年）討阻卜，殺其首長撻剌干。耶律速撒与兵士同苦乐，战利品都分配给将校。信賞必罰，在西部树立了契丹的威信。在边境二十年去世。

## 延伸阅读
[在维基数据编辑]
 《遼史·卷94》，出自脱脱《遼史》